# Josef Schöner
Josef Andreas Carl Schöner (* 18. Februar 1904 in Wien; † 9. März 1978 ebenda) war ein österreichischer Diplomat der ersten und zweiten Republik, zuletzt im Rang eines Botschafters.

## Leben

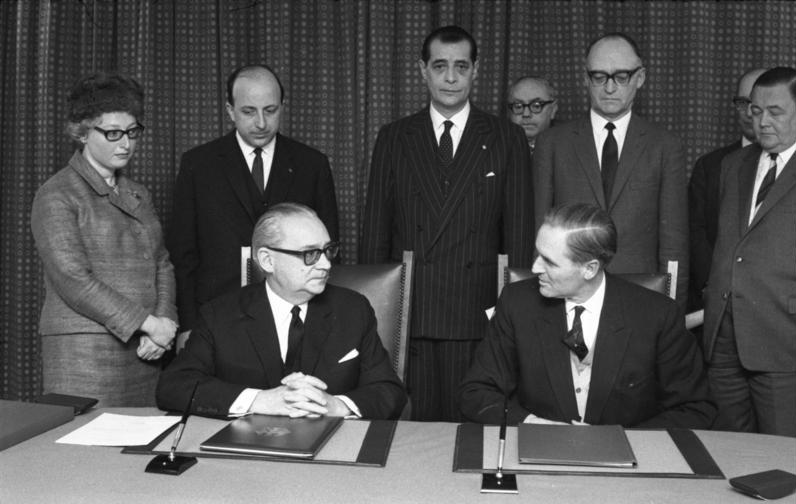
Botschafter Schöner (sitzend, links) bei einer Vertragsunterzeichnung 1966

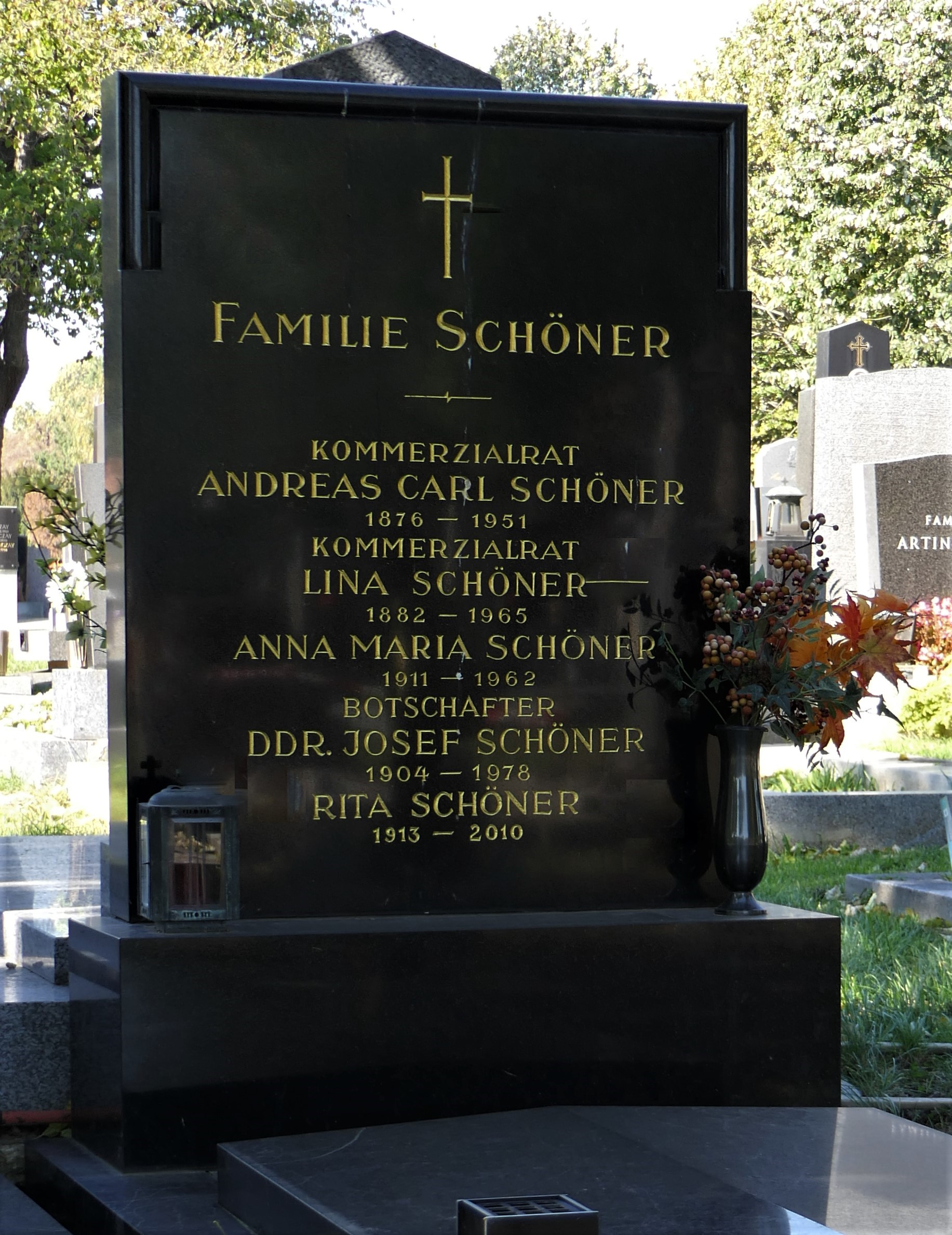
Ehrengrab der Familie Schöner auf dem Wiener Zentralfriedhof

Josef Schöner war der Sohn von Caroline Leopoldine Schöner und Andreas Carl Schöner.
Er studierte Rechtswissenschaft und hatte seine Gerichtspraxis von 1932 bis 1933. 1933 trat er in den auswärtigen Dienst ein. 1934 war er an der Gesandtschaft in Washington, D.C. und dem Generalkonsulat in New York City beschäftigt. Von 1934 bis 1938 wurde er in der Abteilung Auswärtige Angelegenheiten des Bundeskanzleramtes beschäftigt. Nach dem Anschluss Österreichs wurde er 1939 vom NS-Regime in den vorzeitigen Ruhestand versetzt.
Nach dem Krieg trat er als Legationsrat wieder in den auswärtigen Dienst ein. Von 1947 bis 1948 war er an der Gesandtschaft in London und von 1948 bis 1950 in Washington, D. C. beschäftigt. Von 1950 bis 1953 leitete er die Verbindungsstelle der österreichischen Regierung zur Regierung in Bonn.
1952 wurde er zum Gesandten befördert. 1953 wurde er Leiter der politischen Abteilung Auswärtige Angelegenheiten im Bundeskanzleramt. Von 1955 bis 1958 war er Generalsekretär für auswärtige Angelegenheiten im Rang eines Botschafters. Josef Schöner war in der Österreichischen Delegation rund um die Verhandlungen zum Österreichischen Staatsvertrag beteiligt.
Er wurde am 1. April 1958 zum Botschafter in Bonn ernannt, wo er vom 18. April 1958 bis 31. Januar 1966 akkreditiert war. Vom 25. Februar 1966 bis 31. März 1970 war er Botschafter am Hof von St. James in London.

## Ehrungen
- 1953: Großes Verdienstkreuz mit Stern und Schulterband der Bundesrepublik Deutschland
- 1958: Großkreuz des Verdienstordens der Bundesrepublik Deutschland
- 1960: Bayerischer Verdienstorden